# Dekanat bełchatowski
Dekanat bełchatowski – dekanat należący do archidiecezji łódzkiej. Jego siedzibą jest Bełchatów. Na terenie dekanatu mieszka około 70 tys. osób z Bełchatowa oraz większości podbełchatowskich miejscowości.
W skład dekanatu wchodzi 10 parafii:
- parafia Miłosierdzia Bożego w Bełchatowie (kościół na os. Binków)
- parafia Najświętszej Maryi Panny Matki Kościoła i Świętej Barbary w Bełchatowie (kościół na os. Dolnośląskim)
- parafia Najświętszej Maryi Panny Nieustającej Pomocy w Bełchatowie (kościół na os. Olsztyńskim)
- parafia Narodzenia NMP w Bełchatowie (kościół w centrum Bełchatowa) – parafia dekanalna
- parafia Narodzenia NMP w Łękawie
- parafia św. Stanisława Biskupa i Męczennika w Bełchatowie (kościół na os. 1 Maja)
- parafia Wszystkich Świętych w Bełchatowie-Grocholicach (kościół w  Grocholicach) – najstarsza parafia w dekanacie
- parafia Zesłania Ducha Świętego w Bełchatowie (kościół na os. Przytorze)
- parafia Świętego Wojciecha w Krzepczowie
- parafia Świętego Ignacego Loyoli w Suchcicach